# شانا هایات
شانا هایات (انگلیسی: Shana Hiatt؛ زادهٔ ۱۷ دسامبر ۱۹۷۵) بازیگر، مدل و مجری اهل ایالات متحده آمریکا است.
از فیلم‌هایی که وی در آن‌ها نقش داشته‌است، می‌توان به باید سگ‌ها را دوست داشت اشاره نمود.